# Казка про золотого півника
«Казка про золотого півника» (рос. «Сказка о золотом петушке») — казка російського поета Олександра Пушкіна; останній з написаних ним творів такого роду. Казка була написана в 1834 році, вперше надрукована в наступного року в журналі «Бібліотека для читання» (том IX, книга 16).

## Сюжет
У молодості цар Дадон завдавав образи сусідам. Коли він постарів і вирішив відпочити від ратних справ, сусіди, в свою чергу, стали нападати на нього, завдаючи йому страшну шкоду. Дадон звернувся за допомогою до мудреця, звіздара і скопця. Той запропонував йому золотого півника на спиці. Якщо в країні буде спокійно, він буде сидіти смирно, а в разі небезпеки сповістить:
«Кири-ку-ку!

Царствуй, лёжа на боку!»

Після цього Дадон пообіцяв мудрецю виконати його першу волю. Завдяки попередженням сусіди перестали нападати на царство Дадона. Після двох років мирного життя півник раптово кричить, повернувшись на схід. Спочатку Дадон посилає старшого сина, а потім молодшого, причому з військом. Вісім днів ні від того, ні від іншого сина немає ніяких звісток.
Тоді Дадон йде з військом сам і бачить намет, а поруч убитих воїнів і своїх синів, які пронзили один одного мечами. З намету вийшла шамаханська цариця, побачивши яку цар забув смерть синів. Зачарований і захоплений, він бенкетував у неї в наметі сім днів. Через тиждень цар Дадон зі своїм військом і дівчиною вирушив додому. Вдома його зустрів старий мудрець і, нагадавши про обіцянку, зажадав шамаханську царицю.
Цар заявив, що всьому є межа, і він готовий подарувати багато-чого, але тільки дівицю не дасть (тим більше, що старому скопцю дівчина ні до чого). Його співрозмовник продовжував наполягати на своєму, і цар, розгнівавшись, спочатку велів йому забиратися, поки цілий, а потім і вбив, вдаривши жезлом по лобі. Як за наказом, золотий півник спурхнув зі спиці, на якій він сидів, полетів до колісниці і клюнув Дадона в голову. В результаті невдячний цар помер, а шамаханська цариця пропала, наче її й не було.

## Джерела сюжету

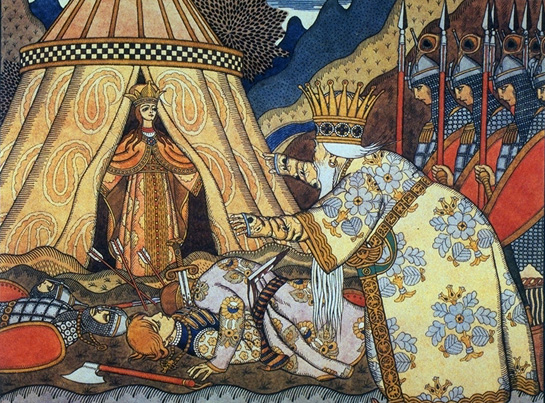
Цар Дадон зустрічає Шамаханську царицю (ілюстрація Івана Білібіна, 1907 рік)